# 石羊塘镇
石羊塘镇，是中华人民共和国湖南省株洲市攸县下辖的一个乡镇级行政单位。

## 历史
石羊塘镇元朝属永平乡；清朝时属晏都、海都及兼都的一部分；民国时属善化乡，乡公所设在今黄家垅村黄家祠堂。
1950年属攸县第十区，境内有南田、石羊塘、田星、佳台、八合、界市6个小乡，杏塘村当时划入南田乡。1952年7月，境内佳台、八合乡划入十一区。1953年3月，撤销十一区建制，境内全属第十区，称老君潭区。1956年撤区并乡，设石羊塘乡，乡政府驻地在今贺家坪村下新屋组。1958年9月，成立人民公社。隶属八一人民公社第九、十、十一、十二大队。1959年元月，八一人民公社按驻地命名为鸭塘铺人民公社，1961年3月，从鸭塘铺人民公社分出。在杏塘村陇西堂李氏后裔的祖山高尖岭李家园与油背范围选址，成立石羊塘人民公社。当时高尖岭有李家的祖坟，在附近并有两座石羊，秦 汉 以来帝王陵前有石麒麟、石辟邪、石象、石马之属，人臣墓则有石羊、石虎、石人、石柱之属，皆所以表饰坟垄如生前之仪卫耳。向西眺望可看见杏塘村陇西李氏的两头塘，有供给日常用水之源，整体鸟瞰山貌地形成为古代金文羊字羊头特征。自明朝以来永平乡人民属尚武之辈，会擒拿点穴术之人才众多，攸县人简称“拿术”，这是整个上几辈攸县人对石羊塘印象口头流传最广的。当权执政官员冀望人性如羊，其中的人民驯顺如羊便于管理，当官的羊酒花红（有丰厚的赏赐和显赫的荣耀）。《急就章》：“师猛虎，石敢当，所不侵，龙未央”。另有 “石敢当，镇百鬼，压灾殃，官吏福，百姓康，风教盛，礼乐昌。”又有官员云：“石羊埋棘漆灯冥，短犊横牵上废亭。”，故名石羊塘，1961年析置石羊塘公社，1984年复置乡，1998年撤乡建立石羊塘镇。

## 地理及资源
石羊塘镇位于湖南省攸县境西北部，距县城12公里，面积81平方公里，人口3.6万，乡政府驻杏塘村高尖岭陇西堂杏塘李氏的李家园与油背园范围内。
工业方面有建材、运输、超硬材料、冶炼等。
农业方面，主要是粮食、棉花、油菜、蔬菜、瓜果、渔业、牲猪、麻鸭。
水利资源，该镇位于老虎岩、黄沙桥流域，老虎岩水库座落在境内，酒埠江西干渠从境内经过，黄沙桥低渠与老虎岩干渠相通。有小Ⅱ型水库24座，山塘1185口，电排170处，陂坝27座。

## 气候
气候上属中亚热带季风性湿润气候区，气候温和。降雨丰富，无霜期年平均在280天以上。地貌以丘陵、岗地、平原为主，总体格局：五山一水三份田，一份道路与庄园。整个地势西北高，东南低，由西北向东南呈阶梯逐渐下降。森林覆盖较好。

## 行政区划
石羊塘镇下辖以下地区：
2个街道居委会：北街居委会（原旺马楼社区）、南街居委会，24个村委会：杏塘、恒树垅、南 田、郭家洲、谭家垅、贺家坪、达水桥、老屋垅、星合、明塘、洲上田、汤家垅、黄家垅、佳台、佳联、八合冲、金坑、扶竹冲、罗家桥、老虎岩、市大、界市、杏家台、花石垅。